# Elvir Rahimić
Elvir Rahimić (* 4. dubna 1976, Živinice, Jugoslávie) je bývalý bosenský fotbalový záložník a reprezentant, který hrál od roku 2001 v ruském klubu CSKA Moskva, kde po sezoně 2013/14 ukončil kariéru. V CSKA plnil i roli hrajícího trenéra.

## Klubová kariéra

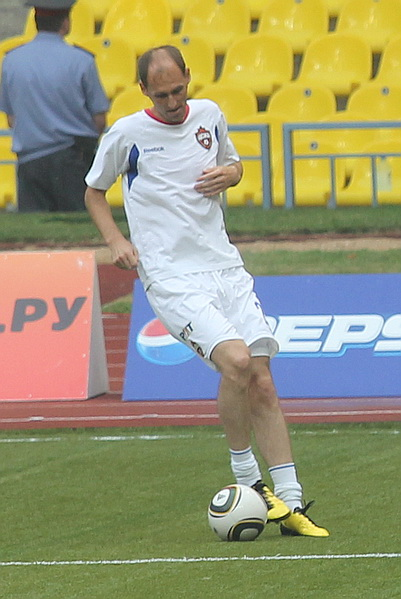
Elvir Rahimić

Rahimić zahájil svou fotbalovou kariéru v regionálním bosenském klubu NK Slaven Živinice, odkud v lednu 1995 přestoupil do prvoligového celku NK Bosna Visoko. Odtud v lednu 1997 odešel do slovinského týmu NK Interblock Lublaň. V červenci 1998 přestoupil do rakouského klubu SK Vorwärts Steyr. Již v lednu 1999 přišel transfer do ruského týmu Anži Machačkala a v červenci 2001 přestup do CSKA Moskva.
S CSKA získal řadu trofejí, mj. v ruské lize, ruském poháru a především v Poháru UEFA v sezóně 2004/05. V klubu si také získal přezdívku „Željeznyj“ (železný) díky své stabilní výkonnosti. V roce 2013 se zde stal hrajícím trenérem.

## Reprezentační kariéra
V bosenském reprezentačním A-mužstvu debutoval pod trenérem Fuadem Muzurovićem 2. června 2007 proti hostujícímu Turecku, kde nastoupil na hřiště v základní sestavě a odehrál kompletní utkání. Bosna a Hercegovina vyhrála tento kvalifikační zápas 3:2.